# Hermann Huppen
Hermann Huppen, född 17 juli 1938, är en belgisk serieskapare, verksam under signaturen "Hermann". Bland de serier han varit delaktig i märks framför allt äventyrsserien Bernard Prince, westernserien Comanche och den post-apokalyptiska serien Jeremiah.

## Biografi
Hermann föddes i Malmedy i Belgien och utbildade sig till tecknare i Bryssel. Efter att ha inlett sitt yrkesverksamma liv som inredningsdesigner började han, genom sin svåger, serieredaktören och -tecknaren Philippe Vandooren, att teckna serier. Han kom tidigt i kontakt med författaren Greg, ett samarbete som ledde till serierna Bernard Prince (skapad 1966) och Comanche (1969).
I mitten av 1970-talet tecknade han de två första albumen i den verklighetsbaserade äventyrsserien Jugurtha med manus av Jean-Luc Vernal. 1977 inleddes utgivningen av Jeremiah, den första serie som Hermann både tecknade och skrev manus till.
Bland hans senare serier märks medeltidsserien Tornen vid Bois-Maury, den av Vandooren författade humorserien Nick, samt ett flertal fristående album. Bland de senare finns den prisbelönta Sarajevo Tango från 1995.

## Serier (urval)
- Bernard Prince (14 album, 1969-1978, 2010)
- Comanche (10 album, 1972-1983)
- Jugurtha (2 album, 1975)
- Jeremiah (31 album, påbörjad 1979, pågår fortfarande)
- Nick (3 album, 1981-1983)
- Tornen vid Bois-Maury (14 album, 1984-2009)